# Amt Brinkum
Das Amt Brinkum war ein historisches Verwaltungsgebiet des Königreichs Hannover.

## Geschichte
1852 wurden die bisher zum Amt Syke gehörigen Marschvogteien Brinkum, Riede und Weyhe zu einem neuen Amt Brinkum mit Sitz in Syke zusammengeschlossen. Bereits 1859 wurde dieser Schritt wieder revidiert und das Amt Brinkum wieder in das Amt Syke eingegliedert.

## Gemeinden
Dem Amt Brinkum gehörten folgende Gemeinden an:
| - Brinkum - Erichshof - Felde - Heiligenbruch | - Kirchweyhe - Leeste - Riede - Sudweyhe |

- Karte mit allen verlinkten Seiten:
- OSM |
- WikiMap

## Amtmann
- Carl Wellenkamp